# Jacinthe Mariscotti
Jacinthe Marescotti (1585-1640) est une religieuse, fondatrice d'œuvres caritatives.

## Vie

### Jeunesse
Giacinta est née à Vignanello, aux environs de Viterbe, fille de Marc-Antoine Marescotti et d'Ottavia Orsini. Elle fut baptisée sous le nom de Clarisse, et demeura une petite fille remarquablement pieuse.
Toutefois, en grandissant, elle devint frivole, elle était très belle, et aimait les plaisirs et le luxe. Ses parents l'envoyèrent faire son éducation au couvent San Bernardino de Viterbe où sa sœur aînée avait pris le voile.
Quand elle eut vingt ans, elle jeta son dévolu sur le marquis Cassizucchi, un excellent parti pour elle, mais ce fut sa sœur cadette Hortense qui fut choisie. Fort désappointée, Clarisse retourna au couvent San Bernardino, sur ordre de son père, alors qu'il était évident qu'elle y entrait par dépit, et pas du tout pour fuir les séductions du monde. Elle y installa ses propres cuisines, s'habilla richement, recevant des visites et vivant fort peu religieusement.
Elle vécut ainsi dix ans, en dépit de ses vœux. Pourtant, elle conservait une foi vivante, un grand respect pour la religion, une profonde pureté, et avait toujours une grande dévotion pour la Vierge Marie.

### Conversion
Et puis, à la suite de plusieurs deuils familiaux, et à une longue maladie, elle vécut un profond revirement. Elle réalisa que sa conduite était mauvaise, et souhaita en changer. Pour ce faire, elle fit une confession publique devant la communauté, ôta ses vêtements luxueux pour endosser de vieilles guenilles, se mit à marcher pied nus, et ne se nourrit plus que de pain et d'eau. De plus, elle pratiqua de nombreuses mortifications, allant jusqu'à risquer sa vie dans les privations qu'elle s'imposait.

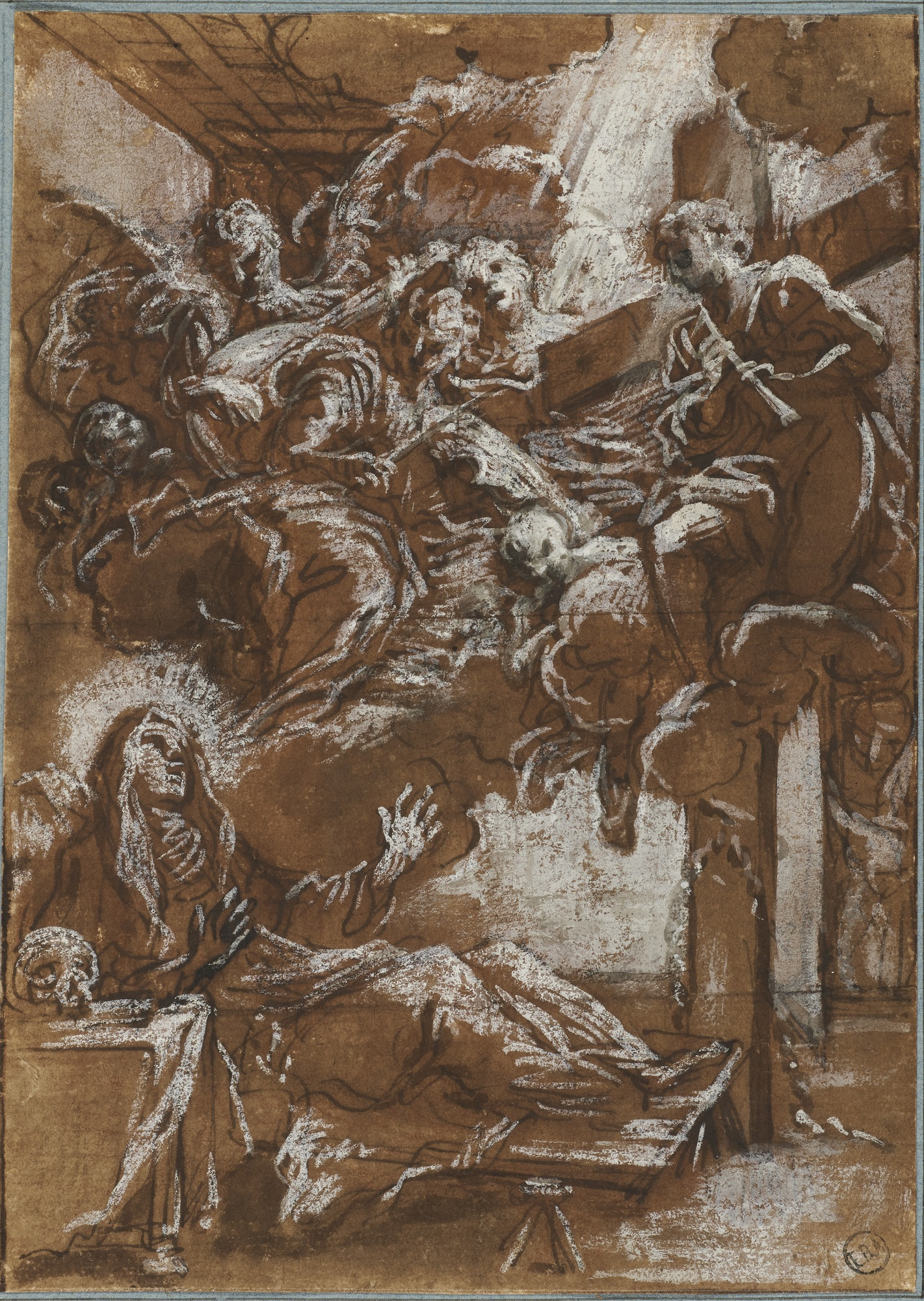
Giuseppe Passeri, La Vision de Giacinta Marescotti.

### Fondations
C'est alors qu'elle fonda plusieurs institutions charitables, entre autres les Oblates de Marie chargées de porter secours aux pauvres, aux malades et aux prisonniers, mendiant pour assurer leur subsistance.
Elle fonda aussi plusieurs établissements pour l'accueil des personnes âgées isolées et sans ressources.

### Vénération
Giacintha mourut le 30 janvier 1640. Immédiatement après l'annonce de sa mort, toute la population de Viterbe se précipita à l'église où sa dépouille était exposée, essayant d'emporter un petit morceau de ses habits.
Elle est enterrée dans l'église du monastère des Clarisses de Viterbe, détruite pendant la Seconde Guerre mondiale, et reconstruite en 1959.
Giacinta Marescotti a été canonisée par Pie VII en 1807. Sa fête a été fixée au 30 janvier.
En 2007 à Viterbe, eurent lieu les fêtes du bicentenaire de la canonisation de la sainte. Une rue de cette ville porte son nom.

## Iconographie
Sa mort a été représentée par Marco Benefial, en 1750, sur un tableau qui se trouve à Rome, dans l'église San Lorenzo in Lucina.

## Sources
- (en)  Cet article contient des extraits traduits d'un article de la Catholic Encyclopedia dont le contenu se trouve dans le domaine public.

- (en) Cet article est partiellement ou en totalité issu de l’article de Wikipédia en anglais intitulé « Hyacintha Mariscotti » (voir la liste des auteurs).
- Le petit livre des saints - Rosa Giorgi - Larousse - 2006 - page 68 -  (ISBN 2-03-582665-9)